# فرانچسکو دا سانگالو
 فرانچسکو دا سانگالو (انگلیسی: Francesco da Sangallo؛ ۱۴۹۴ – ۱۵۷۶) یک مجسمه‌ساز، و معمار اهل ایتالیا بود.